# Air Pinang (Tapak Tuan)
Air Pinang is een bestuurslaag in het regentschap Aceh Selatan van de provincie Atjeh, Indonesië. Air Pinang telt 989 inwoners (volkstelling 2010).